# Ауэд, Лусиано
Луисано Роман Ауэд (исп. Luciano Román Aued; родился 1 марта 1987 года, Ла-Плата, Аргентина) — аргентинский футболист, полузащитник клуба «Унион» (Санта-Фе). Выступал за сборную Аргентины.

## Клубная карьера
Ауэд — воспитанник клуба «Химансия» из своего родного города. 27 мая 2007 года в матче против «Ривер Плейт» он дебютировал в аргентинской Примере. Летом 2011 года Луисано перешёл в «Расинг (Авельянеда)» из Авельянеды. 25 сентября в матче против «Сан-Лоренсо» он дебютировал за новую команду. В 2014 году Ауэд помог клубу выиграть чемпионат. 2 апреля 2016 года в поединке против «Тигре» он забил свой первый гол за «Расинг».
Летом 2017 года на правах свободного агента Лусиано подписал контракт с чилийским «Универсидад Католика». 30 июля в матче против «Универсидад де Консепсьон» он дебютировал в чилийской Примере. 5 декабря в поединке против «Палестино» Ауэд забил свой первый гол за «Универсидад Католика».

## Международная карьера
16 марта 2011 года в товарищеском матче против сборной Венесуэлы Ауэд дебютировал за сборную Аргентины. В этом же поединке он забил свой первый гол за национальную команду.

### Голы за сборную Аргентины
| #  | Дата          | Место                             | Противник | Счёт | Результат | Соревнование      |
| -- | ------------- | --------------------------------- | --------- | ---- | --------- | ----------------- |
| 1. | 16 марта 2011 | Бисентенарио, Сан-Хуан, Аргентина | Венесуэла | 4:0  | 4:1       | Товарищеский матч |

## Достижения
Командные
 «Расинг» (Авельянеда)
- Чемпионат Аргентины по футболу — 2014